# Men in Black: International
Men in Black: International (ook bekend als MIB: International) is een Amerikaanse komische sciencefiction- en actiefilm uit 2019, geregisseerd door F. Gary Gray en geschreven door Art Marcum en Matt Holloway. De film is een spin-off van de Men in Black-filmreeks, die losjes is gebaseerd op de gelijknamige Malibu / Marvel-stripreeks van Lowell Cunningham en Sandy Carruthers.

## Verhaal
Na de gebeurtenissen van Men in Black III heeft Londen een vestiging van Men in Black (MIB). Op de MIB-basis daar, voegt een jonge vrouw genaamd Molly (Tessa Thompson) zich bij hen. Als agent M gaat ze samenwerken met agent H (Chris Hemsworth). Deze twee geheime agenten zijn betrokken bij een reeks buitenaardse aanvallen die hen de wereld rondreizen.

## Rolverdeling
| Acteur           | Personage              |
| ---------------- | ---------------------- |
| Chris Hemsworth  | Henry / Agent H        |
| Tessa Thompson   | Molly Wright / Agent M |
| Kumail Nanjiani  | Pawny                  |
| Rebecca Ferguson | Riza Stavros           |
| Rafe Spall       | Agent C                |
| Emma Thompson    | Agent O                |
| Liam Neeson      | Agent High T           |

## Ontvangst
Op Rotten Tomatoes heeft Men in Black: International een waarde van 23% en een gemiddelde score van 4,50/10, gebaseerd op 318 recensies. Op Metacritic heeft de film een gemiddelde score van 38/100, gebaseerd op 51 recensies.